# Beraba longicollis
Beraba longicollis é uma espécie de coleóptero da tribo Eburiini (Cerambycinae); com distribuição no estado do Amazonas (Brasil) e Venezuela.

## Sistemática
- Ordem Coleoptera
  - Subordem Polyphaga
    - Infraordem Cucujiformia
      - Superfamília Chrysomeloidea
        - Família Cerambycidae
          - Subfamília Cerambycinae
            - Tribo Eburiini
              - Gênero Beraba
                - B. longicollis (Bates, 1870)